# Tadeusz Zieliński (1926–2003)

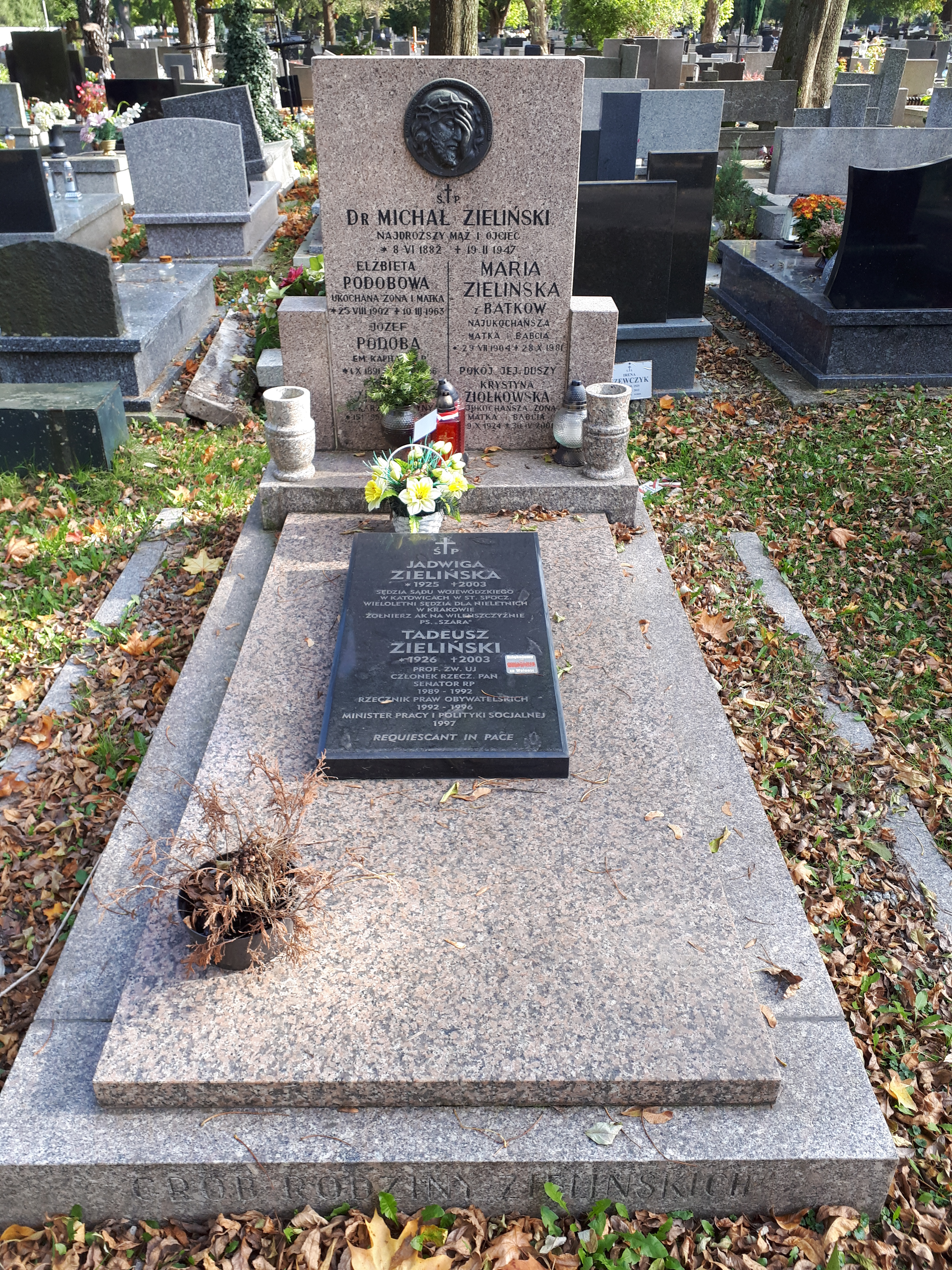
Grób Tadeusza Zielińskiego na cmentarzu Rakowickim w Krakowie

Tadeusz Zieliński (ur. 19 czerwca 1926 w Krakowie, zm. 28 września 2003 tamże) – polski prawnik, polityk, specjalista w zakresie prawa pracy, prawa związkowego i ubezpieczeń społecznych, senator I kadencji, w latach 1992–1996 rzecznik praw obywatelskich, w 1997 minister pracy i polityki socjalnej w rządzie Włodzimierza Cimoszewicza. Kandydat na urząd prezydenta RP w wyborach w 1995.

## Życiorys
Ukończył w 1947 studia na Wydziale Prawa Uniwersytetu Jagiellońskiego. W 1950 uzyskał stopień naukowy doktora, w 1968 obronił habilitację, w 1977 został profesorem nadzwyczajnym, w 1989 otrzymał tytuł profesora nauk prawnych. Od 1969 do 1981 był profesorem Uniwersytetu Śląskiego w Katowicach, a od 1982 do 1996 profesorem Uniwersytetu Jagiellońskiego. Od 1994 był członkiem Polskiej Akademii Nauk, przez dwa lata zasiadał w prezydium PAN. Ogłosił ponad 200 publikacji naukowych. Był promotorem kilku prac doktorskich, m.in. Arkadiusza Nowaka.
Z ramienia Konferencji Episkopatu Polski zasiadał w Radzie Społeczno-Gospodarczej przy Sejmie PRL. Był ekspertem Niezależnego Samorządnego Związku Zawodowego „Solidarność”, członkiem Komitetu Helsińskiego w Polsce, uczestniczył w obradach Okrągłego Stołu. Brał udział w pracach Centrum Obywatelskich Inicjatyw Ustawodawczych Solidarności. W okresie od 1989 do 1991 zasiadał w Senacie I kadencji z ramienia Komitetu Obywatelskiego. W trakcie kadencji przeszedł do Klubu Parlamentarnego Unii Demokratycznej.
W latach 1992–1996 pełnił funkcję rzecznika praw obywatelskich, pokonując w głosowaniu Zbigniewa Romaszewskiego. W 1995 był kandydatem Unii Pracy w wyborach prezydenckich. Przegrał w pierwszej turze, uzyskując 631 432 głosy (3,53%) i zajmując 6. miejsce.
Po śmierci Andrzeja Bączkowskiego od stycznia do października 1997 pełnił funkcję ministra pracy i polityki socjalnej w rządzie Koalicji SLD-PSL. Od 2001 przewodniczył resortowej komisji do spraw kodyfikacji Kodeksu pracy, a od 2002 Komisji Kodyfikacyjnej Prawa Pracy.
W latach 1999–2003 publikował felietony w „Przeglądzie Tygodniowym”, następnie w „Przeglądzie”. W 1996 został odznaczony Krzyżem Komandorskim Orderu Odrodzenia Polski, w 2003 otrzymał Medal „Zasłużony dla Tolerancji”.
Pochowany na cmentarzu Rakowickim w Krakowie (kwatera: XLVII, rząd: zach., miejsce: 17).

## Publikacje
- Nieważne rozwiązanie stosunku pracy (1968) – rozprawa habilitacyjna
- Stosunek prawa pracy do prawa administracyjnego (1977)
- Prawo pracy. Zarys systemu (cz. 1–3, 1986)
- Podstawy rozwoju prawa pracy (1988)
- Klauzule generalne w prawie pracy (1988)
- Podstawy rozwoju prawa pracy (1988)
- Ubezpieczenia społeczne pracowników (1993)
- Ombudsman – możliwości i granice działania Rzecznika Praw Obywatelskich Rzeczypospolitej Polskiej (1994)
- Prawo pracy (1996)
- Ład społeczny w Polsce i Niemczech na tle jednoczącej się Europy (1999)
- Czas prawa i bezprawia (1999)
- Komentarz do kodeksu pracy (2000)
- Labirynt praw i obyczajów. Zapiski z końca XX wieku (2001)